# Glen Gray
Glen Gray, właśc. Glenn Gray Knoblauch, ps. „Spike” (ur. 7 czerwca 1906 w Roanoke, zm. 23 sierpnia 1963 w Plymouth) – amerykański saksofonista i bandlider jazzowy. Prowadził słynną The Casa Loma Orchestra.

## Małżeństwo i dzieci
Był żonaty i miał syna.

## Wyróżnienia
Został uhonorowany gwiazdą w hollywoodzkiej Alei Gwiazd.